# 马特乌什·杜博夫斯基
马特乌什·杜博夫斯基（波蘭語：Mateusz Dubowski，1992年11月22日—），波蘭男子羽毛球運動員。

## 簡歷
2014年5月，马特乌什·杜博夫斯基出戰里加羽毛球國際賽，與亚采克·科勒姆巴耶夫合作打進男子雙打比賽決賽，最終拿得亞軍。
2017年8月，杜博夫斯基參加蘇格蘭格拉斯哥舉行的世界羽毛球錦標賽，出戰男子單打項目，首圈就以0比2（12-21、14-21）不敵印尼的安东尼·金廷出局。

## 主要比賽成績
只列出曾進入準決賽的國際賽事成績：
| 年份   | 賽事               | 公開賽級別 | 項目     | 拍檔                | 成績   |
| ------ | ------------------ | ---------- | -------- | ------------------- | ------ |
| 2013年 | 立陶宛羽毛球公開賽 | 未來系列賽 | 男子雙打 | 帕维尔·帕拉津斯基   | 準決賽 |
| 2014年 | 里加羽毛球國際賽   | 未來系列賽 | 男子雙打 | 亚采克·科勒姆巴耶夫 | 亞軍   |
| 2014年 | 希臘羽毛球國際賽   | 國際系列賽 | 男子單打 | －                  | 準決賽 |
| 2014年 | 立陶宛羽毛球國際賽 | 未來系列賽 | 男子單打 | －                  | 亞軍   |
| 2014年 | 立陶宛羽毛球國際賽 | 未來系列賽 | 男子雙打 | 亚采克·科勒姆巴耶夫 | 準決賽 |
| 2014年 | 波蘭羽毛球公開賽   | 國際挑戰賽 | 男子單打 | －                  | 準決賽 |
| 2015年 | 希臘羽毛球國際賽   | 國際系列賽 | 男子雙打 | 马切伊·达布罗夫斯基 | 準決賽 |

| 2007-2017年 | 首要超級賽 | 超級賽 | 黃金大獎賽 | 大獎賽 | 國際挑戰賽 | 國際系列賽 | 未來系列賽 | 其他 |

| 2018-2026年 | 總決賽 | 超級1000賽 | 超級750賽 | 超級500賽 | 超級300賽 | 超級100賽 | 國際挑戰賽 | 國際系列賽 | 未來系列賽 | 其他 |

### 奧運會和世錦賽參賽紀錄
|          | 2017 |
| -------- | ---- |
| 男子單打 | 64強 |